# Cryptobias coccineus
Cryptobias coccineus är en skalbaggsart som beskrevs av Duffey och Samuel Hubbard Scudder 1834. Cryptobias coccineus ingår i släktet Cryptobias och familjen långhorningar. Inga underarter finns listade i Catalogue of Life.